# Port lotniczy Graz
Port lotniczy Graz-Thalerhof (Flughafen Graz-Thalerhof) – port lotniczy obsługujący Graz w Austrii. Jest jednym z największych portów lotniczych Austrii.

## Linie lotnicze i połączenia
| Linia lotnicza       | Kierunek |
| -------------------- | --- |
| Air Dolomiti         | 1. Frankfurt |
| Austrian Airlines    | 1. Wiedeń |
| Avanti Air           | Sezonowe czartery: 1. Calvi 2. Kefalonia 3. Paros 4. Skiathos |
| Corendon Airlines    | Sezonowo: 1. Antalya 2. Heraklion 3. Hurghada |
| Croatia Airlines     | Sezonowe czartery: 1. Brač |
| European Air Charter | Sezonowe czartery: 1. Heraklion |
| Eurowings            | 1. Berlin 2. Düsseldorf 3. Hamburg Sezonowo: 1. Chania 2. Gran Canaria (od 29 października 2023) 3. Hurghada 4. Karpatos 5. Korfu 6. Kos 7. Larnaka 8. Palma de Mallorca 9. Rodos 10. Teneryfa-Południe (od 3 listopada 2023) |
| FlyEgypt             | Sezonowe czartery: 1. Hurghada |
| KLM                  | 1. Amsterdam |
| Lufthansa            | 1. Frankfurt 2. Monachium |
| Swiss                | 1. Zurych |